# Liste der Kardinalskreierungen Johannes’ XIV.
Papst Johannes XIV. kreierte in seinem kurzen Pontifikat (983–984) nur einen Kardinal.

## 984
- Johannes, Kardinalbischof von Sabina, † vor 997